# 14 with a Dream
14 With a Dream è il primo EP del rapper australiano The Kid Laroi pubblicato il 16 agosto 2018.

## Tracce
Testi di Charlton Kenneth Jeffrey Howard.
1. Go Get It – 2:56
2. Lately – 2:46
3. Disconnected
4. Blessings – 2:42
5. Boss Up (Interlude) – 2:03